# Happiness Is
Happiness Is es el sexto álbum de la banda de rock alternativo Taking Back Sunday, fue lanzado el 18 de marzo de 2014 a través de sello independiente Hopeless Records. Tras un descanso, el grupo continuó grabando con Sapone en su estudio Sapone Productions en Nueva York entre agosto y octubre. 
Embarcándose en una gira por los Estados Unidos a finales de 2013, el grupo debutó con dos nuevas canciones, "Flicker, Fade" y "Beat Up Car". Adam Lazzara dejó la gira debido al nacimiento prematuro de su hijo, pero luego regresó. Happiness Is se anunció a mediados de enero de 2014, que coincidió con el lanzamiento de "Flicker, Fade" como su primer sencillo. Se lanzó un video musical para la canción más adelante en el mes. "Stood a Chance" fue lanzado como su segundo sencillo, como fue un video musical de la canción, a principios de marzo.

## Lanzamiento
En agosto de 2013, el grupo firmó con el sello independiente Hopeless Records y tenía como objetivo lanzar su próximo álbum en la primavera de 2014. Lazzara dijo que al ser un sello más pequeño, "es un equipo más pequeño, por lo que a su vez se siente como todos está más involucrado", y agregó que" todo con Hopeless ha sido excelente, y es agradable trabajar con personas que se preocupan por lo que estás haciendo". El título, la obra de arte, la lista de canciones y la fecha de lanzamiento del álbum se anunciaron el 14 de enero de 2014, junto con el lanzamiento de su primer sencillo "Flicker, Fade". 
El primer sencillo "Flicker, Fade" fue lanzado en 7 "vinilo, con "How I Met Your Mother"como el lado B, y su video musical, dirigido por DJay Brawner, fue lanzado el 28 de enero. En febrero, la banda presentó tres shows en el Reino Unido.
El segundo sencillo "Stood a Chance" fue lanzado el 3 de marzo, y un video musical para la canción, dirigido por Evan Brace, se estrenó en 5 de marzo. Lazzara dijo que el concepto para el video, que vino de Brace, era "muy brillante y colorido", que la banda "nunca había hecho algo así" en el pasado. Mencionó que originalmente quería un concepto de video "con más sensación de optimismo". El mismo día, "Stood a Chance" se lanzó a estaciones de radio alternativas. "Cómo conocí a tu madre" se puso a disposición para transmisión el 19 de marzo.

## Lista de canciones
| N.º | Título                        | Producido         | Duración |  |
| 1.  | «Preface»                     | Mike Sapone       | 1:26     |  |
| 2.  | «Flicker, Fade»               | Sapone            | 4:33     |  |
| 3.  | «Stood a Chance»              | Marc Jacob Hudson | 3:39     |  |
| 4.  | «All the Way»                 | Sapone            | 3:48     |  |
| 5.  | «Beat Up Car»                 | Hudson            | 3:11     |  |
| 6.  | «It Takes More»               | Sapone            | 5:11     |  |
| 7.  | «They Don't Have Any Friends» | Hudson            | 3:48     |  |
| 8.  | «Better Homes and Gardens»    | Hudson            | 3:54     |  |
| 9.  | «Like You Do»                 | Hudson            | 2:47     |  |
| 10. | «We Were Younger Then»        | Hudson            | 4:42     |  |
| 11. | «Nothing at All»              | Sapone            | 3:59     |  |

## Posicionamiento en lista
| Lista (2014)                    | Posiciones |
| ------------------------------- | ---------- |
| Australian Albums Chart         | 94         |
| UK Official Charts Company      | 53         |
| US Billboard 200                | 10         |
| US Billboard Alternative Albums | 4          |
| US Billboard Digital Albums     | 15         |
| US Billboard Independent Albums | 1          |
| US Billboard Tastemaker Albums  | 1          |
| US Billboard Top Rock Albums    | 4          |
| US Billboard Vinyl Albums       | 2          |

## Créditos
- Eddie Reyes – guitarra
- Mark O'Connell – batería
- Shaun Cooper – bajo
- John Nolan – guitarra, piano, teclados, cantante
- Adam Lazzara – cantante